# Isomorfi
Isomorfi betyder "samma form", och är ett uttryck som används inom bland annat matematiken för att beteckna ett visst slags likhet mellan olika strukturer. Två sfäriska föremål av helt olika ursprung kan exempelvis kallas isomorfa ur ett visuellt perspektiv.
I hjärnan finns särskilda delar, så kallade spegelcentrum, som är specialiserade på att leta efter isomorfi. Förmågan att känna igen ansikten är ett sådant fenomen.

## Definition
En isomorfi eller isomorfism är inom matematiken en sorts intressant avbildning mellan objekt. Douglas Hofstadter ger en informell definition:
Ordet "isomorfism" kan användas då två komplexa strukturer kan avbildas på varandra på ett sådant sätt att för varje del av den ena strukturen finns det en motsvarande del i den andra, där "motsvarande" betyder att de två delarna spelar liknande roller i sina respektive strukturer. (Gödel, Escher, Bach, s. 49)
Formellt är en isomorfi en homomorfi som har en invers som också är en homomorfi.
Om det existerar en isomorfi mellan två strukturer kallas de två strukturerna isomorfa. Isomorfa strukturer är "samma" på en viss nivå av abstraktion. Om man ignorerar de specifika identiteterna hos elementen i de underliggande mängderna och namnen i de underliggande relationerna är de två strukturerna identiska.
Inom den universella algebran ges en generell definition på isomorfi som täcker dessa och många andra fall. Inom kategoriteori kallas en morfi {\displaystyle f:A\to B} för en isomorfi om det finns en invers {\displaystyle f^{-1}} sådan att {\displaystyle f^{-1}\circ f=\operatorname {id} _{A}} och {\displaystyle f\circ f^{-1}=\operatorname {id} _{B}}.

## Grafteori
Låt {\textstyle G_{1}=(H_{1},K_{1})} och {\textstyle G_{2}=(H_{2},K_{2})}vara enkla grafer. Graferna är isomorfa om det existerar en bijektion {\textstyle f:H_{1}\rightarrow H_{2}}sådana att för alla hörngrannar {\textstyle u,v} i {\textstyle H_{1}}innebär att {\textstyle f(u),f(v)}också är grannar i {\textstyle G_{2}}.

## Praktiskt exempel
Logaritmen (med någon fix bas {\displaystyle b}) är en funktion som avbildar de positiva reella talen {\displaystyle \mathbf {R} ^{+}} på alla reella tal {\displaystyle \mathbf {R} }:
{\displaystyle \log _{b}:\mathbf {R} ^{+}\to \mathbf {R} .}
Denna avbildning är en bijektion. Utöver att vara isomorfi av mängder så bevarar den även vissa operationer. Speciellt kan man titta på gruppen {\displaystyle (\mathbf {R} ^{+},\times )} av positiva reella tal under vanlig multiplikation. En av logaritmlagarna är:
{\displaystyle \log _{b}(xy)=\log _{b}(x)+\log _{b}(y).\!}
Men de reella talen under addition bildar också en grupp. Så logaritmen är faktiskt en gruppisomorfi från gruppen {\displaystyle (\mathbf {R} ^{+},\times )} till {\displaystyle (\mathbf {R} ,+)}, alltså från de positiva reella talen under multiplikation till de reella talen under addition. Detta betyder att grupperna är strukturellt identiska (isomorfa).
Således kan logaritmen användas för att förenkla multiplikation av positiva reella tal till addition av deras logaritmer. Det är på grund av detta som man kan multiplicera två tal med hjälp av en räknesticka med logaritmisk skala, eller med linjal och logaritmtabeller.

## Exempel

### Ordningar
Om till exempel ett objekt består av en mängd {\displaystyle X} med en ordningsrelation {\displaystyle <_{X}} och ett annat objekt består av en mängd {\displaystyle Y} med en ordningsrelation {\displaystyle <_{Y}}, så är en isomorfi från {\displaystyle X} till {\displaystyle Y} en bijektiv funktion {\displaystyle f:X\to Y} så att
{\displaystyle f(u)<_{Y}f(v)\iff u<_{X}v}
En sådan isomorfi kallas en ordningsisomorfi.

### Grupper
Om {\displaystyle X} och {\displaystyle Y} är magmor med de binära operatorerna {\displaystyle \ast } respektive {\displaystyle \cdot } så är en magmaisomorfi från {\displaystyle X} till {\displaystyle Y} en bijektiv funktion {\displaystyle f:X\to Y}, sådan att
{\displaystyle f(u*v)=f(u)\cdot f(v)}
för alla {\displaystyle u,v\in X}.
När magmorna i fråga är grupper, kallas isomorfin en gruppisomorfi.

## Källhänvisning
1. ↑  Rolf Karlsson. Föreläsning 11: Grafer, isomorfi, konnektivitet.